# Виданы
Ви́даны (карел. Viidan) — старинная карельская деревня в составе Чалнинского сельского поселения Пряжинского района Республики Карелия.

## География
Деревня расположена на берегу реки Шуя, вблизи автодороги «86К-10» Петрозаводск-Суоярви.

## История
Впервые в официальных документах село Виданы упоминается 1563 году. Многочисленные упоминания о деревне Виданы встречаются в «Писцовых книгах обонежской пятины 1496 и 1563 гг.»:

«Дер[евня] на Видени в Никольском погосте на Шуе»; «В Никольском же погосте в Шуе волостка Лукинская Федорова на Вяни»; «Дер[евня] на Видени: Куземка Алексеев, Лучка Васильев…»; «Дер. на Видени ж: Тимошка Васильев, брат его Терешка, Яшко Ондреев… сеют в поле ржы коробью, сена косят 10 коп[ек]»; «Поч[инок] на Бидоне»; «В Никольском же погосте на Шуе реке царя великого князя волостка Микитинская Грузова на Видане.»
В конце 1890-х годов в деревне проживало 600 душ крестьян. Имелись 2 церкви — во имя Святителя Николая, построенная в 1894 г. купцом Соколовым и во имя Преображения Господня. 8 августа 1935 года постановлением Карельского ЦИК церкви были закрыты.
В 1930-х — 1950-х годах Виданы — центр Виданского сельсовета.
Указом Президиума Верховного Совета Карельской АССР Верхние Виданы, Антушевская и Кузьминская были объединены в один населенный пункт Виданы.
С 12 января 1961 г. и по 20 января 1963 г. Виданы были центром Вилговского сельского совета, переименованного в Вилговский.
Традиционно, Виданы населяют карелы людики — представители одного из трёх крупных субэтносов в составе карельского этноса.
По данным переписи, проведённой на территории Автономной Карельской ССР, в состав деревни Виданы входило несколько поселений: 

Погост — карел. Pogoste — заимствование из русского, Антушевская — карел. Üliči в буквальном переводе «через что-либо», в данном случае «через реку Шую», то есть «деревня, находящаяся на противоположном от погоста берегу реки Шуи»), Нижние Виданы — карел. Alaižagd´ в переводе «нижний конец», Кузьминская или позже Кузьминки (ныне улица Кузьминская) — карел. Ülaižagd´ в переводе — «верхний конец» и Вячурга, Вячерга — карел. Viäčurd´e — не совсем ясного происхождения
Как и в прежние времена, деревня Виданы разделена течением реки Шуя на 2 части: с одной стороны расположены продуктовые магазины, стояла семилетняя школа, с другой стороны реки — строятся в основном дачные посёлки.

## Население
| 2002 | 2009 | 2010 | 2013 |
| ---- | ---- | ---- | ---- |
| 339  | ↘317 | ↘287 | ↗304 |

## Достопримечательности
- Могила председателя Виданского сельского Совета Гуркина Степана Яковлевича, расстрелянного белофиннами в августе 1919 года[11].

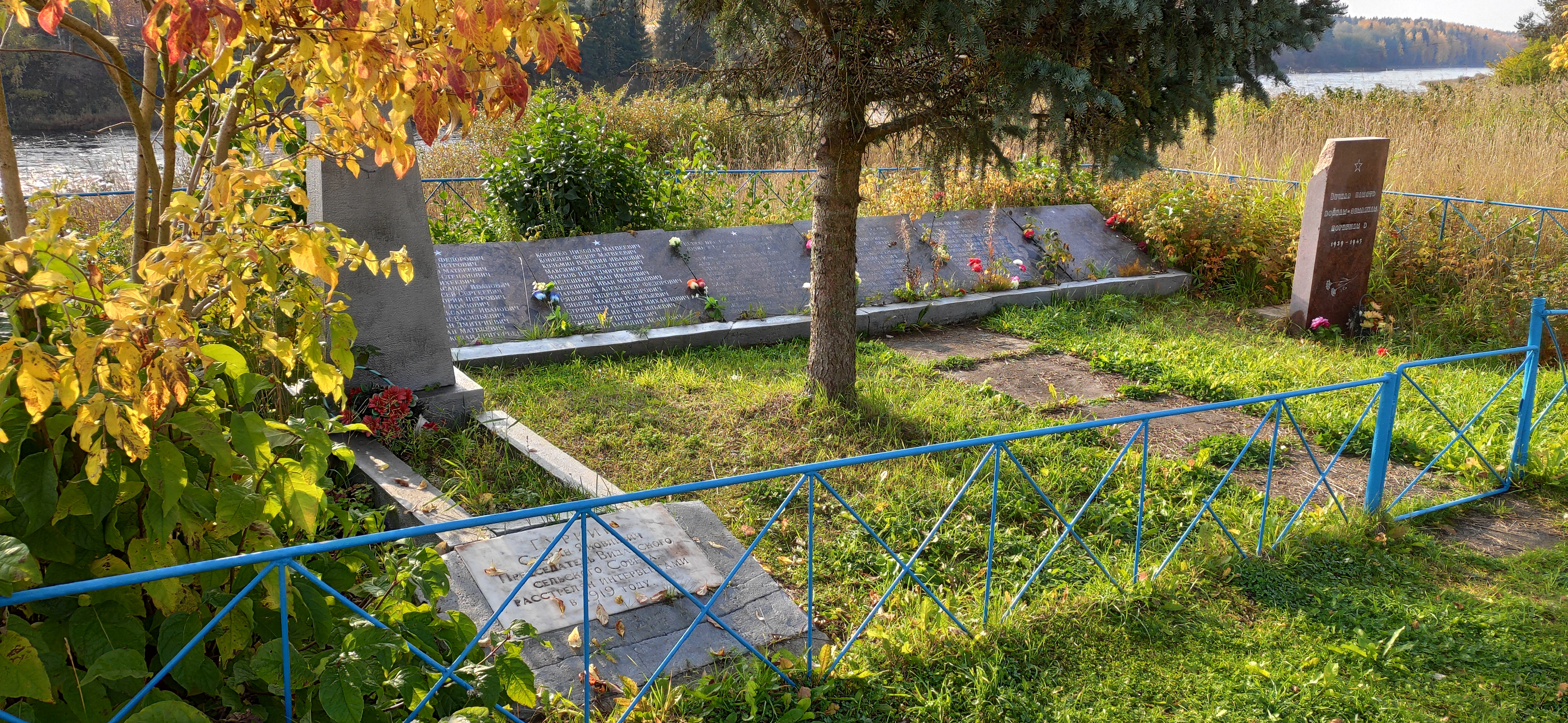
Могила С. Я. Гуркина и братское захоронение Великой Отечественной войны,

## Интересные факты
Крестьянин деревни Виданы Решетников Василий Романович, герой Первой мировой войны, рядовой, был награждён военным орденом Святого Георгия 4-й степени.